# Marte Röling
Marte Röling (Laren (NH), 16 december 1939) is een Nederlandse kunstenares.

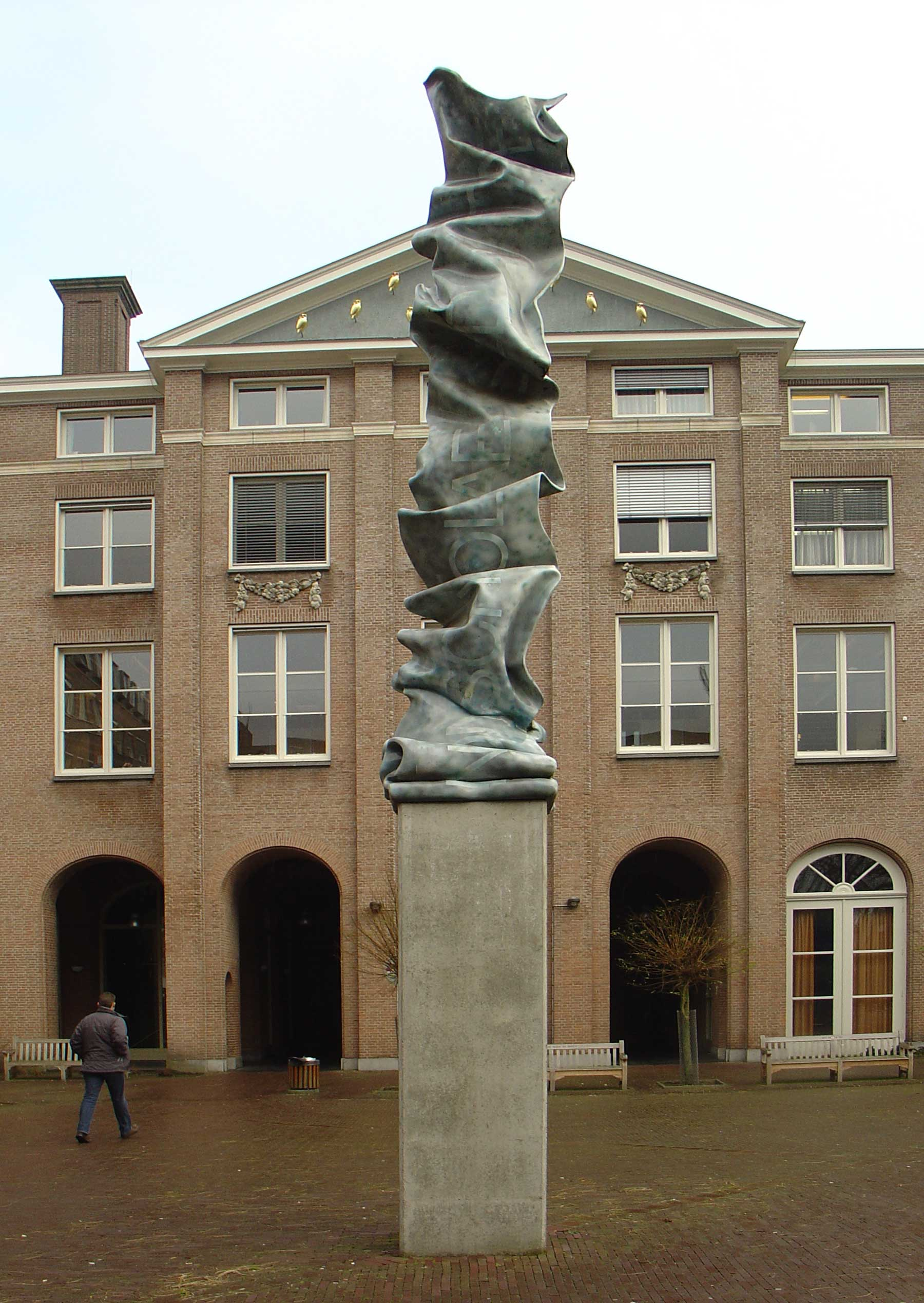
Non scholae, sed vitae, Harmoniegebouw (Rijksuniversiteit Groningen)

## Leven en werk
Röling werd geboren als tweede kind van Gé Röling en Martine Antonie (eigenlijk: Tonny Grolle). Haar ouders waren beiden kunstenaar. Ze volgde vanaf haar zestiende jaar een opleiding tekenen en schilderen aan de Rijksakademie van beeldende kunsten in Amsterdam, waar ze les kreeg van onder anderen haar vader. Vanaf 1959 exposeerde zij in Europa en de Verenigde Staten. Ze is bekend om haar grote schilderijen en sculpturen. In de jaren zestig werd ze door Jeanne Roos, moderedactrice bij Het Parool, gevraagd modetekeningen te maken. Volgens eigen zeggen zou ze toen pas goed hebben leren tekenen.
In 1965 won Röling de Cultuurprijs van de gemeente Hilversum. Later maakte ze ook andere kunstwerken, zoals het Vlaggenmonument voor het Academisch Medisch Centrum (1984) in Amsterdam, Schrijvende hand (1975) in de top van de gevel van het ING-kantoor te Leeuwarden, portretten van koningin Beatrix en prins Claus in de jaren tachtig en het beeld Non scholae, sed vitae voor de Rijksuniversiteit van Groningen. Röling ontwierp ook platenhoezen, postzegels, theaterdecors, wandschilderingen, affiches, kostuums, reliëfs, films en ze beschilderde een tram. Marte Röling werkt onder andere met glas, metaal, steen, verf of kunststof.
Op 17 januari 2010 werd Röling benoemd tot Ridder in de Orde van de Nederlandse Leeuw.

## Persoonlijk leven
Röling woonde samen met Hans Koetsier toen ze in 1969 Henk Jurriaans ontmoette. Röling ging bij Jurriaans wonen en bleef tot zijn dood bij hem. Daarnaast leefde Jurriaans nog samen met drie andere vrouwen: Adriënne Morriën, Alissa Morriën en Wanda Werner in een boerderij in Uithuizen, in de provincie Groningen. Ook haar moeder woonde twaalf jaar in de boerderij. Röling is de nicht van kunstenaar Matthijs Röling en nicht van de polemoloog Bert Röling.

## Werk in openbare collecties (selectie)
- rijkscollectie beheerd door Rijksdienst voor het Cultureel Erfgoed
- Draperie Auping, 1989, Deventer
- Raadzaal Tynaarlo, 2003-2004, Tynaarlo
- Vlissingen, Boulevard Evertsen, sculptuur Levensboom, 2006
- Koninginnepoort, 2009, Eemshaven
- Spiegel rivier Waternet, 2005, Amsterdam
- Non scholae, sed vitae, Groningen
- Museum de Fundatie, Zwolle

## Trivia

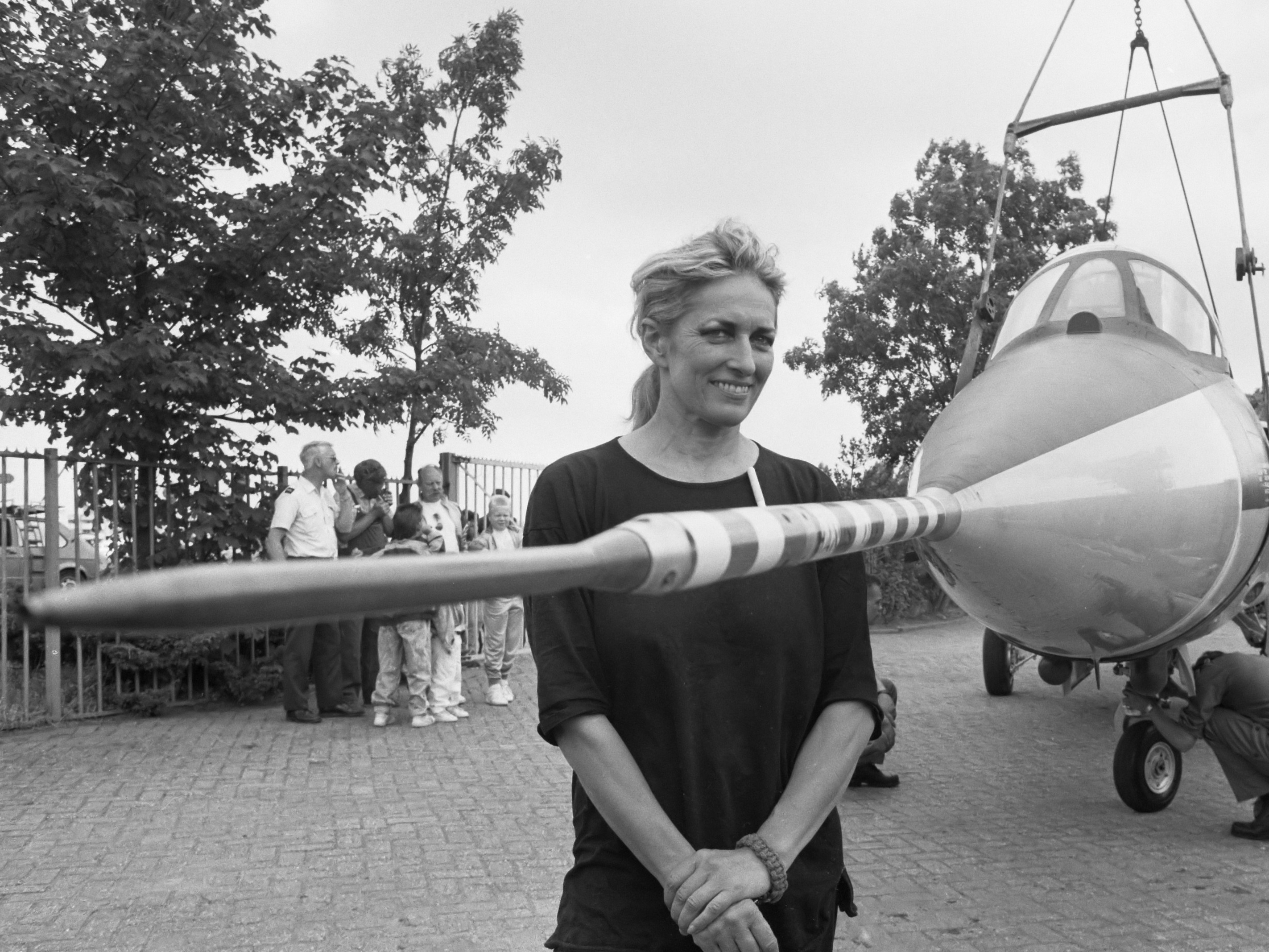
Kunstenares Marte Roling krijgt in haar tuin in Weesp een Starfighter van de Koninklijke Luchtmacht (14 augustus 1989)

In de tuin van de boerderij in Uithuizen stond tot 2012 een Starfighter als kunstobject, sinds 1989 in bruikleen afgestaan door het ministerie van Defensie.
In 2014 ontving Marte Röling de Eremedaille voor Kunst en Wetenschap verbonden aan de Huisorde van Oranje uit handen van koning Willem-Alexander.